# القديس جيروم يكتب (كارافاجيو،فاليتا)
القديس جيروم يكتب هي لوحة زيتية للرسام الإيطالي كارافاجيو رسمها في 1607 أو 1608.